# Красець
Красець (пол. Krasec) — гірський потік в Україні, у Стрийському районі Львівської області у Галичині. Правий доплив Завадки (басейн Дністра).

## Опис
Довжина потоку приблизно 5,16 км, найкоротша відстань між витоком і гирлом — 4,30 км, коефіцієнт звивистості потоку — 1,2. Формується багатьма безіменними гірськими струмками. Потік тече у гірському масиві Сколівські Бескиди (частина Українських Карпат).

## Розташування
Бере початок на західних схилах гори Високий Верх (1176,8 м). Тече переважно на південний захід мішаним лісом понад город Маківка (1011,6 м) і у селі Завадка впадає у річку Завадку, праву притоку Стрию.